# Renauldia chilensis
Renauldia chilensis là một loài rêu trong họ Pterobryaceae. Loài này được Thér. mô tả khoa học đầu tiên năm 1926.